# Репродуктивный успех

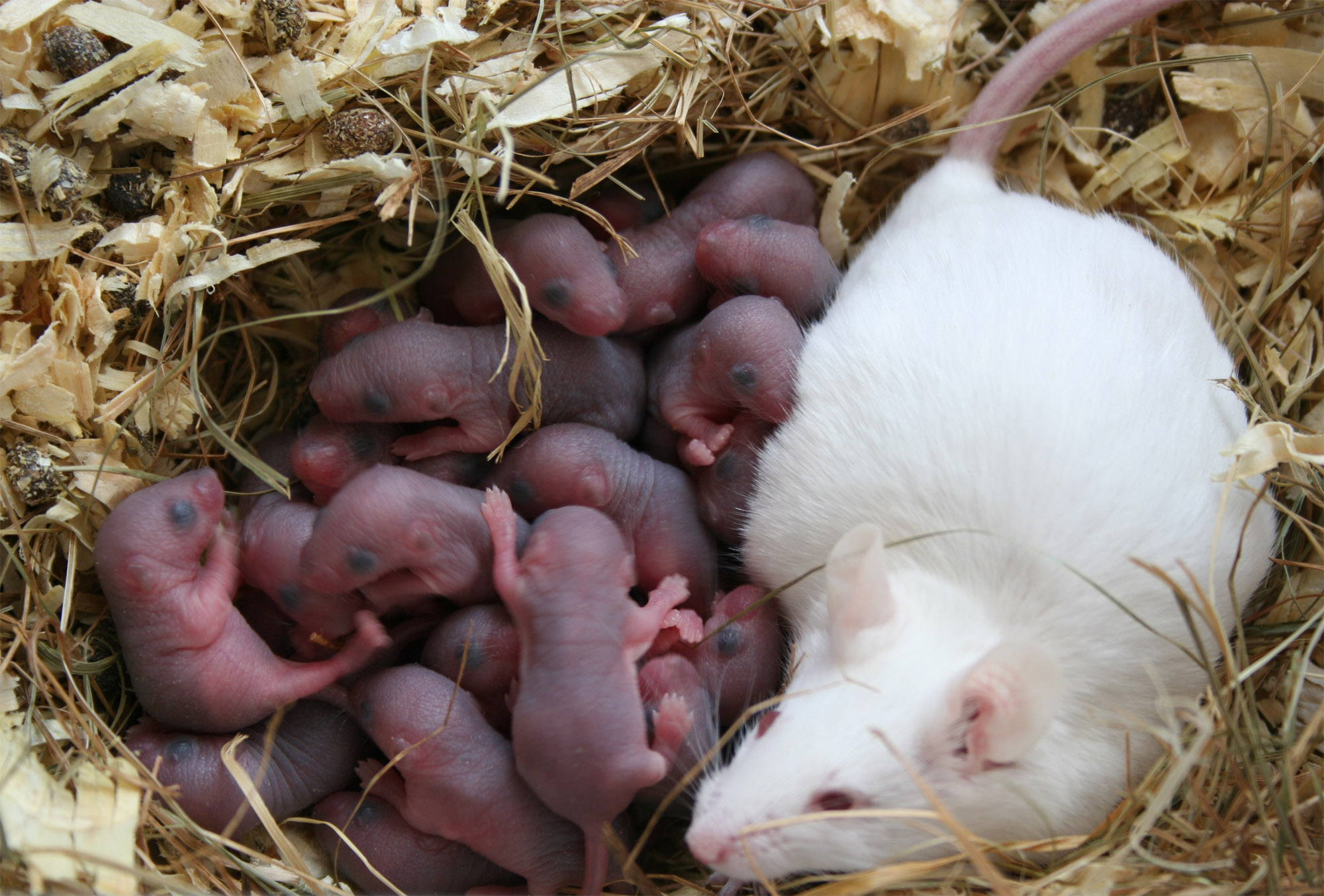
Крысиный с. Репродукция у крыс идёт по стратегии r-отбора, характеризующегося больши́м потомством и быстрым развитием на всех стадиях онтогенеза

Репродуктивный успех (англ. reproductive success) определяется как количество копий генов переданных следующему поколению, которое также способно к размножению.

## Описание
Репродуктивный успех используется при определении приспособленности и является ключевым элементом теорий естественного отбора и эволюции.

## Примеры
В качестве примера репродуктивного успеха можно привести потомство, полученное в результате нормального спаривания, в то время как рождение мула от лошади и осла не может рассматриваться как репродуктивный успех, так как мул стерилен и не может иметь потомство.
В ходе племенной и селекционно-генетической работы, направленной на улучшение репродуктивных качеств сельскохозяйственных видов, могут применять поиск генетических ассоциаций репродуктивных признаков племенных животных с изменчивостью генов-кандидатов для последующего отбора особей, имеющих требуемые генные варианты для передачи их следующему поколению.